# Assaig sobre l'enteniment humà
Assaig sobre l'enteniment humà és el títol de l'obra més important del filòsof John Locke i un dels textos claus de l'empirisme. Publicat el 1689 i dividit en quatre llibres, es considera un dels assajos més influents del pensament occidental modern i de gran influència sobre David Hume.

## Llibre I
Locke nega que existeixin idees innates, com creuen alguns defensors del racionalisme. Per contra, defensa que l'ésser humà neix amb la ment en blanc i que és l'experiència la que forneix d'idees el cervell: els sentits perceben quelcom en el món que dona origen a la idea. Una prova que les idees no poden ser innates és que no hi ha cap concepte acceptat universalment, com passaria si estigués lligat a la mateixa espècie humana. Si estiguessin impreses a la memòria, les idees es podrien simplement recordar com declara Plató amb la seva teoria de la reminiscència. Locke hi oposa l'exemple d'un cec de naixement: no pot recordar cap color perquè no els ha vists mai, no posseeix aquesta idea.
Tampoc no existeixen universals morals, ja que hi ha gent capaç de cometre la més gran injustícia o causar mal als altres. Dins aquest grup, nega els arguments de Descartes per a demostrar l'existència de Déu, perquè afirma que el politeisme prova que la idea d'un déu únic i perfecte és cultural i no evident.

## Llibre II
Les idees es poden dividir en dos grups: les de sensació, obtingudes directament de l'experiència, i les de reflexió, que provenen del pensament a partir de les primeres. Hi ha lleis que permeten relacionar diverses idees simples per tal de generar una idea de reflexió o composta, aquestes lleis segueixen els preceptes de la lògica.

## Llibre III
Reprenent la polèmica medieval sobre el nominalisme, afirma que les paraules serveixen per a comunicar idees i que l'ésser humà té la necessitat de tenir un llenguatge, les regles del qual aprèn amb el contacte amb d'altres. La paraula, però, no equival a la idea, sinó que serveix únicament per a transmetre-la, i això sempre que els dos interlocutors comparteixin mínimament un acord sobre el significat d'aquell terme, ja que poden referir-se a coses diferents o amb diferents graus de coneixement. Determinats usos de les paraules per part dels presumptes experts, com textos legals o religiosos, no ajuden a comunicar el mateix, ja que senten la base que és possible referir-se a coses diferents amb un mateix signe.

## Llibre IV
El coneixement és l'acte d'adquirir noves idees i pot ser intuïtiu, si se'n copsen directament, o bé demostratiu, si sorgeixen del raonament; sovint, en aquest segon tipus, és necessària la guia d'altres persones. El coneixement demostratiu és un acte de raó i n'exclou la fe, que sorgeix per revelació.
Això no vol dir que hi hagi contradicció entre raó i fe, perquè poden arribar a la mateixa conclusió, a una veritat. Hi ha conceptes que estan per sobre de la capacitat de la raó, com el de déu, que poden ser tractats únicament per la fe. Per contra, si una veritat revelada entra en contradicció amb el coneixement, especialment l'intuïtiu, ha de ser abandonada com a falsa.
Finalment, divideix les ciències en tres: la filosofia natural, que s'ha d'ocupar dels cossos i de les idees; l'ètica, que ha de buscar la manera d'obrar correctament per assolir la felicitat i la lògica, que analitza les paraules.